# Members Only, Vol. 4
 (septembre 2022).
La mise en forme du texte ne suit pas les recommandations de Wikipédia : il faut le « wikifier ».
Les points d'amélioration suivants sont les cas les plus fréquents. Le détail des points à revoir est peut-être précisé sur la page de discussion.
- Les titres sont pré-formatés par le logiciel. Ils ne sont ni en capitales, ni en gras.
- Le texte ne doit pas être écrit en capitales (les noms de famille non plus), ni en gras, ni en italique, ni en « petit »…
- Le gras n'est utilisé que pour surligner le titre de l'article dans l'introduction, une seule fois.
- L'italique est rarement utilisé : mots en langue étrangère, titres d'œuvres, noms de bateaux, etc.
- Les citations ne sont pas en italique mais en corps de texte normal. Elles sont entourées par des guillemets français : « et ».
- Les listes à puces sont à éviter, des paragraphes rédigés étant largement préférés. Les tableaux sont à réserver à la présentation de données structurées (résultats, etc.).
- Les appels de note de bas de page (petits chiffres en exposant, introduits par l'outil «  Source ») sont à placer entre la fin de phrase et le point final[comme ça].
- Les liens internes (vers d'autres articles de Wikipédia) sont à choisir avec parcimonie. Créez des liens vers des articles approfondissant le sujet. Les termes génériques sans rapport avec le sujet sont à éviter, ainsi que les répétitions de liens vers un même terme.
- Les liens externes sont à placer uniquement dans une section « Liens externes », à la fin de l'article. Ces liens sont à choisir avec parcimonie suivant les règles définies. Si un lien sert de source à l'article, son insertion dans le texte est à faire par les notes de bas de page.
- La présentation des références doit suivre les conventions bibliographiques. Il est recommandé d'utiliser les modèles {{Ouvrage}}, {{Chapitre}}, {{Article}}, {{Lien web}} et/ou {{Bibliographie}}. Le mode d'édition visuel peut mettre en forme automatiquement les références.
- Insérer une infobox (cadre d'informations à droite) n'est pas obligatoire pour parachever la mise en page.

Pour une aide détaillée, merci de consulter Aide:Wikification.
Si vous pensez que ces points ont été résolus, vous pouvez retirer ce bandeau et améliorer la mise en forme d'un autre article.
Albums de Members Only
Members Only, Vol. 3
(2017)
XXXTENTACION presents : Members Only, Vol. 4 est le seul album studio du collectif hip hop américain Members Only, dirigé et présenté par XXXTentacion. Il est sorti le jour de ce qui aurait été le 21e anniversaire de XXXTentacion, le 23 janvier 2019, via Empire Distribution. L'album est le seul projet Members Only à sortir depuis la mort de XXXTentacion le 18 juin 2018.

## Promotion et sortie
L'album est sorti le 23 janvier 2019, ce qui aurait été le 21e anniversaire de XXXTentacion. Le jour de la sortie de l'album, Members Only s'est lancé dans une tournée de 22 dates de janvier à mars 2019, co-dirigée par Kid Trunks et Craig Xen et mettant en vedette d'autres membres Cooliecut, Tankhead666, Ratchet Roach, Bass Santana, Flyboy Tarantino, Rawhool, SB, ReddzMoney et DJ Slicid.
Le 15 février, un clip vidéo d'animation pour "Sauce!", interprété par XXXTentacion, est sorti. La vidéo a été animée et réalisée par Tristan Zammit. La chanson "Sauce!" a été certifié or par la RIAA pour les États-Unis le 28 juin 2019.

## Performances commerciales
Aux États-Unis, Members Only, Vol. 4 a fait ses débuts au numéro 23 du classement américain Billboard 200, gagnant 16 000 unités équivalentes à un album, dont 2 000 provenant de ventes d'albums purs au cours de sa première semaine. L'album a culminé à 18 sur le palmarès américain Billboard 200.

## Liste des pistes
| XXXTENTACION Presents: Members Only, Vol.4 | XXXTENTACION Presents: Members Only, Vol.4 | XXXTENTACION Presents: Members Only, Vol.4 | XXXTENTACION Presents: Members Only, Vol.4 | XXXTENTACION Presents: Members Only, Vol.4 | XXXTENTACION Presents: Members Only, Vol.4 | XXXTENTACION Presents: Members Only, Vol.4 | XXXTENTACION Presents: Members Only, Vol.4 | XXXTENTACION Presents: Members Only, Vol.4 | XXXTENTACION Presents: Members Only, Vol.4 |
| No                                         | Titre | Durée                                      |                                            |                                            |                                            |                                            |                                            |                                            |                                            |
| ------------------------------------------ | --- | ------------------------------------------ | ------------------------------------------ | ------------------------------------------ | ------------------------------------------ | ------------------------------------------ | ------------------------------------------ | ------------------------------------------ | ------------------------------------------ |
| 1.                                         | Corey’s Intro (réalisé par Corey) | 1:52                                       |                                            |                                            |                                            |                                            |                                            |                                            |                                            |
| 2.                                         | Nothing (réalisé par Cooliecut, Craig Xen, et Killstation)                                                                                         | 2:08                                       |                                            |                                            |                                            |                                            |                                            |                                            |                                            |
| 3.                                         | Sauce! (réalisé par XXXTentacion) | 2:24                                       |                                            |                                            |                                            |                                            |                                            |                                            |                                            |
| 4.                                         | Gassed Up! (réalisé par XXXTentacion, Flyboy Tarantino, Kid Trunks, Bass Santana, et Kin$oul)                                                      | 3:45                                       |                                            |                                            |                                            |                                            |                                            |                                            |                                            |
| 5.                                         | Plottin (réalisé par Kid Trunks, Flyboy Tarantino, et Robb Banks)                                                                                  | 2:57                                       |                                            |                                            |                                            |                                            |                                            |                                            |                                            |
| 6.                                         | Pick Your Poison (réalisé par Tankhead et Ikabod Veins)                                                                                            | 1:45                                       |                                            |                                            |                                            |                                            |                                            |                                            |                                            |
| 7.                                         | Fall in Love with Death (réalisé par Bass Santana, Cooliecut et Kin$oul)                                                                           | 2:42                                       |                                            |                                            |                                            |                                            |                                            |                                            |                                            |
| 8.                                         | Love Hard, Fall Fast (réalisé par Flyboy Tarantino et Craig Xen)                                                                                   | 3:02                                       |                                            |                                            |                                            |                                            |                                            |                                            |                                            |
| 9.                                         | Now or Never (réalisé par Flyboy Tarantino, Craig Xen, et Kidway)                                                                                  | 2:41                                       |                                            |                                            |                                            |                                            |                                            |                                            |                                            |
| 10.                                        | Cold Weather (réalisé par Killstation, Cooliecut, et Craig Xen)                                                                                    | 2:03                                       |                                            |                                            |                                            |                                            |                                            |                                            |                                            |
| 11.                                        | Touch Eem Body (réalisé par XXXTentacion, Bass Santana, Kin$oul, et Reddz)                                                                         | 3:07                                       |                                            |                                            |                                            |                                            |                                            |                                            |                                            |
| 12.                                        | Jahseh on My Wrist (réalisé par Bass Santana, Flyboy Tarantino, Kid Trunks, et Craig Xen)                                                          | 3:37                                       |                                            |                                            |                                            |                                            |                                            |                                            |                                            |
| 13.                                        | He Diddy! (réalisé par Ski Mask the Slump God) | 1:14                                       |                                            |                                            |                                            |                                            |                                            |                                            |                                            |
| 14.                                        | You Are Mot M.O. (réalisé par Bass Santana, Kin$oul, Robb Banks, Bhris, et Absentwill)                                                             | 2:24                                       |                                            |                                            |                                            |                                            |                                            |                                            |                                            |
| 15.                                        | Make Eem Run! (réalisé par Bass Santana, XXXTentacion, et Ski Mask the Slump God)                                                                  | 3:12                                       |                                            |                                            |                                            |                                            |                                            |                                            |                                            |
| 16.                                        | Proud Puppy Lover (réalisé par Craig Xen) | 1:57                                       |                                            |                                            |                                            |                                            |                                            |                                            |                                            |
| 17.                                        | Woah (Freestyle) (réalisé par Kid Trunks) | 3:04                                       |                                            |                                            |                                            |                                            |                                            |                                            |                                            |
| 18.                                        | Members Only! (réalisé par Tankhead, Ratchet Roach, Flyboy Tarantino, Cooliecut, Kid Trunks, Craig Xen, SB, Kin$oul, Rawhool Mane et Bass Santana) | 3:49                                       |                                            |                                            |                                            |                                            |                                            |                                            |                                            |
| 19.                                        | Radar (réalisé par Ratchet Roach, Bass Santana, et Robb Banks)                                                                                     | 2:24                                       |                                            |                                            |                                            |                                            |                                            |                                            |                                            |
| 20.                                        | Hi Wendy! (réalisé par XXXTentacion, Bass Santana, Kin$oul, Kid Trunks, et Flyboy Tarantino)                                                       | 3:08                                       |                                            |                                            |                                            |                                            |                                            |                                            |                                            |
| 21.                                        | Over The Rainbow (réalisé par Cooliecut, Kin$oul, et Rawhool Mane)                                                                                 | 2:46                                       |                                            |                                            |                                            |                                            |                                            |                                            |                                            |
| 22.                                        | Red Pills (Love in the Matrix) (réalisé par Cooliecut et Kin$oul)                                                                                  | 2:23                                       |                                            |                                            |                                            |                                            |                                            |                                            |                                            |
| 23.                                        | Empty (réalisé par Cooliecut, Craig Xen, Kin$oul, et Ski Mask the Slump God)                                                                       | 3:46                                       |                                            |                                            |                                            |                                            |                                            |                                            |                                            |
| 24.                                        | Rebirth (2016) (réalisé par XXXTentacion et Killstation)                                                                                           | 2:34                                       |                                            |                                            |                                            |                                            |                                            |                                            |                                            |
| 64:44                                      | |                                            |                                            |                                            |                                            |                                            |                                            |                                            |                                            |

### Remarques
- "Sauce!" par XXXTentacion est un remix de son remix de 2018 de " Ice Tray " par Quality Control, Quavo et Lil Yachty, qui partage le même nom que ce remix mais est stylisé comme "$aUcE!" .
- "Touch Eem Body" sample " Ocean Eyes " de Billie Eilish.
- "Over The Rainbow" sample "I've Been Over The Rainbow" de Mort Garson.
- "Empty" sample "Hexagram" de Orlogin.
- "Rebirth (2016)" sample un livestream Periscope 2016 de XXXTentacion.